# Ptilodexia major
Ptilodexia major är en tvåvingeart som först beskrevs av Jacques-Marie-Frangile Bigot 1889.  Ptilodexia major ingår i släktet Ptilodexia och familjen parasitflugor. Inga underarter finns listade i Catalogue of Life.